# سرور نجات‌الهی
فخرالسادات سرور نجات‌الهی (زاده ۱۳۴۰) بازیگر سینما و تلویزیون اهل ایران است که بین سال‌های ۱۳۶۴ تا ۱۳۷۰ فعالیت می‌کرد.

## فیلمشناسی

### سینمایی
- سیرک بزرگ (۱۳۷۰)
- دلشدگان (۱۳۷۰)
- در مسیر تندباد (۱۳۶۷)
- ریحانه (۱۳۶۸)
- سال‌های خاکستری (۱۳۶۷)
- جنگل‌بان (۱۳۶۶)
- جعفرخان از فرنگ برگشته (۱۳۶۶)
- جمیل (۱۳۶۶)
- بوعلی سینا (۱۳۶۶)
- سرزمین آرزوها (۱۳۶۶)
- مأموریت (۱۳۶۵)

### مجموعه تلویزیونی
- بیداران (۱۳۶۹)
- بوعلی سینا (۱۳۶۴)
- امام علی (مجموعه تلویزیونی)
- این خانه دور است